# Pittsburgh Pirates 1938-1939
La stagione 1938-39 dei Pittsburgh Pirates fu la 2ª e ultima nella NBL per la franchigia.
I Pittsburgh Pirates arrivarono quarti nella Eastern Division con un record di 13-14, non qualificandosi per i play-off.

## Roster
| N° | Naz.                   | Ruolo | Sportivo       | Anno | Alt. | Peso |
| -- | ---------------------- | ----- | -------------- | ---- | ---- | ---- |
|    | Stati Uniti (bandiera) | GA    | Paul Birch     | 1910 | 185  | 86   |
|    | Stati Uniti (bandiera) | GA    | Bill Jesko     | 1915 | 178  | 77   |
|    | Stati Uniti (bandiera) | A     | Walt Miller    | 1915 | 188  | 86   |
|    | Stati Uniti (bandiera) | G     | Hymie Ginsburg | 1914 | 175  | 77   |
|    | Stati Uniti (bandiera) | G     | Marty Reiter   | 1911 | 170  | 73   |
|    | Stati Uniti (bandiera) | GA    | Squint Phares  | 1915 | 178  |      |
|    | Stati Uniti (bandiera) | G     | Dudey Moore    | 1910 | 175  | 82   |
|    | Stati Uniti (bandiera) | C     | Ernie Fortney  | 1915 | 193  | 100  |
|    | Stati Uniti (bandiera) | C     | Ed Kweller     | 1915 | 196  | 102  |
|    | Stati Uniti (bandiera) | A     | Gene Rosenthal | 1914 | 180  | 79   |
|    | Stati Uniti (bandiera) | A     | Herb Bonn      | 1914 | 183  | 88   |
|    | Stati Uniti (bandiera) | C     | Chub Watson    | 1915 | 188  | 93   |
|    | Stati Uniti (bandiera) | AC    | Ed Spotovich   | 1916 | 188  | 86   |
|    | Stati Uniti (bandiera) | G     | Red Malackany  | 1913 | 175  | 75   |
|    | Stati Uniti (bandiera) | GA    | Joe Fabel      | 1917 | 185  | 86   |
|    | Stati Uniti (bandiera) | C     | Joe Kinney     |      | 198  |      |
|    | Stati Uniti (bandiera) | C     | Jack Stirling  | 1917 | 196  |      |

## Staff tecnico
- Allenatore: Dudey Moore